# Hurley Haywood
Pour les articles homonymes, voir Haywood.

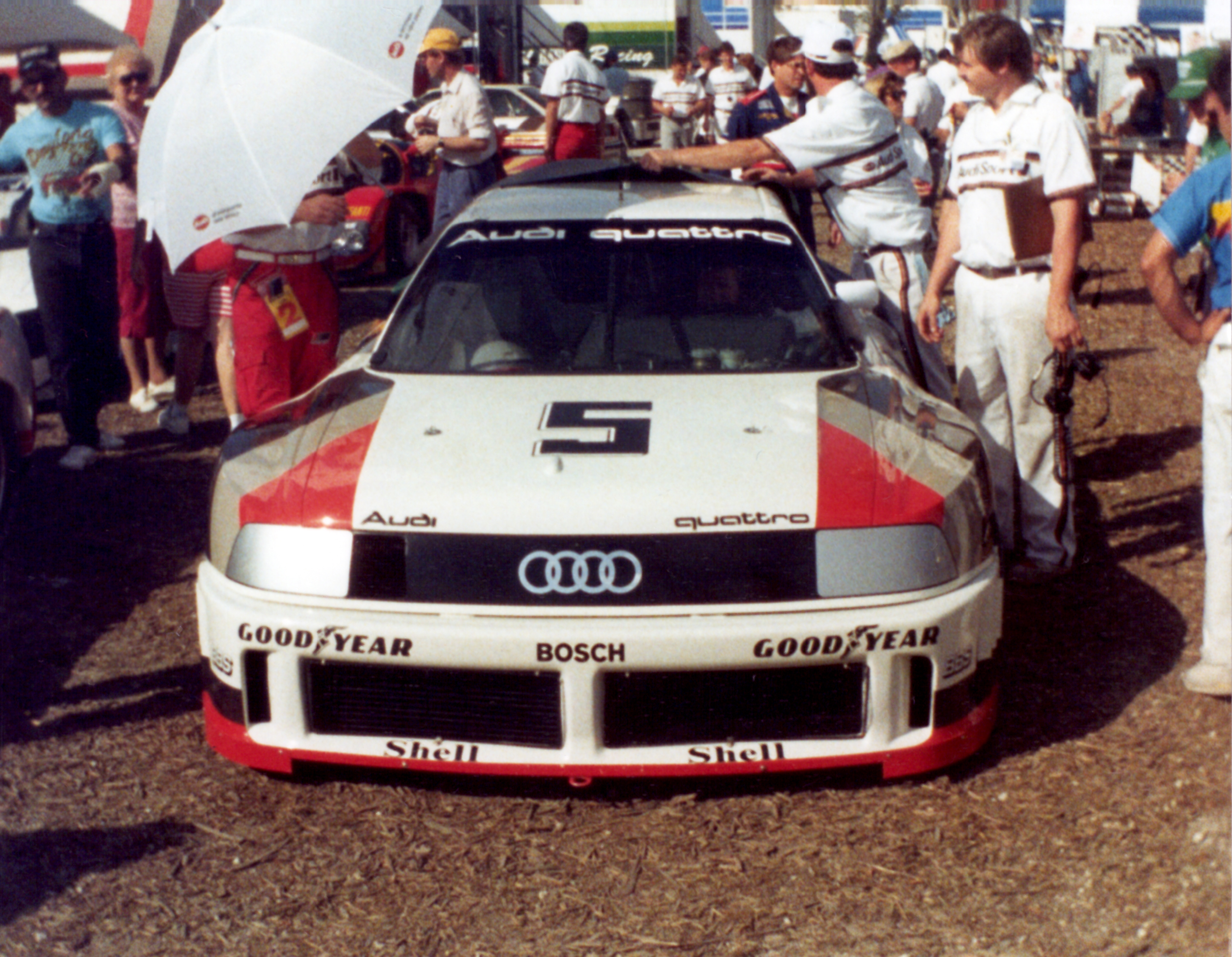
Hurley Haywood dans son Audi 90 Quattro IMSA GTO, lors du Grand Prix de Miami en 1989.

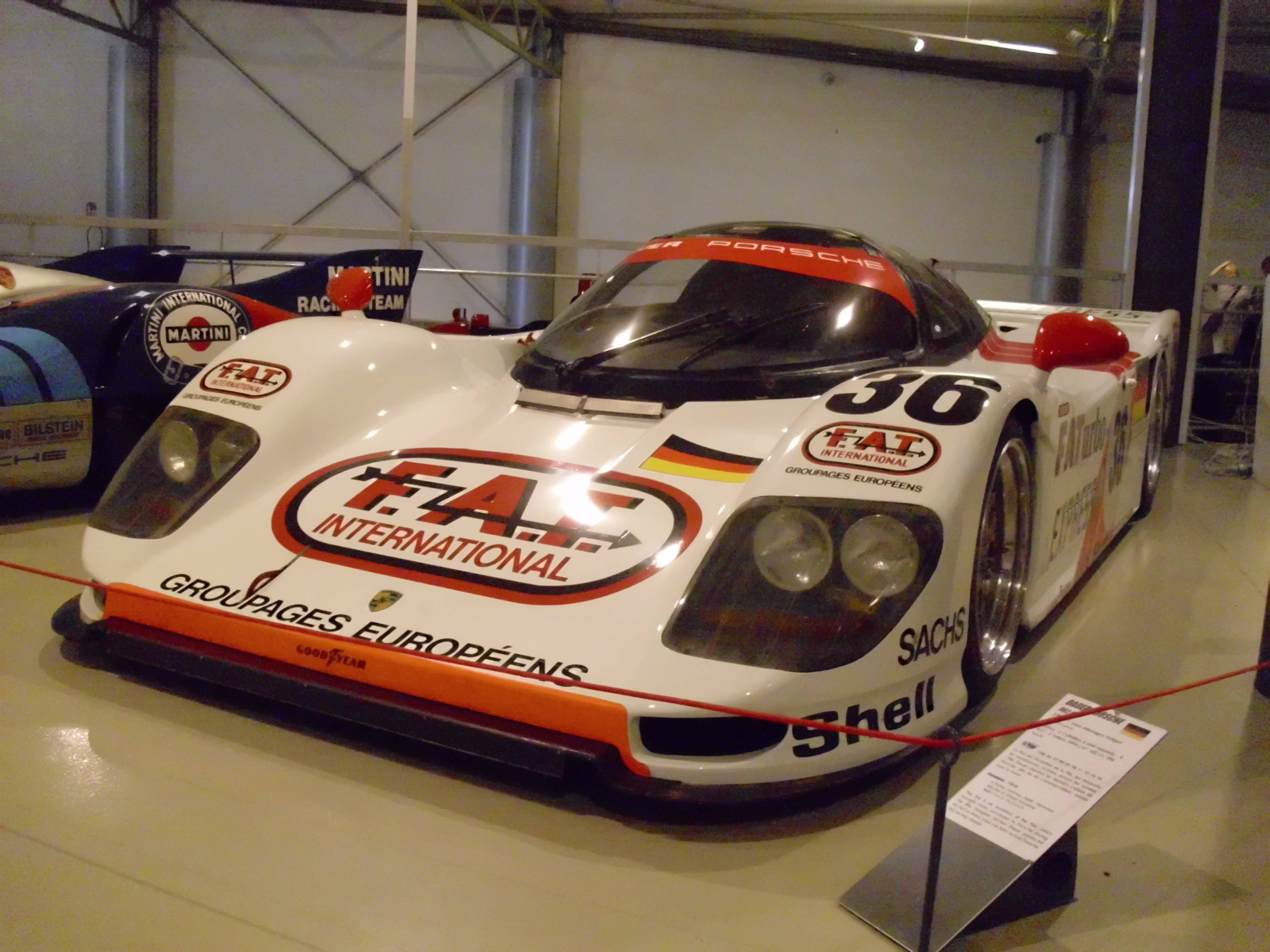
La Dauer 962 Le Mans victorieuse au Mans en 1994.

Hurley Haywood, né le 4 mai 1948 à Chicago en Illinois, est un pilote automobile américain. 
Il a remporté 3 fois les 24 heures du Mans, en 1977, 1983 et 1994. Il a également été 5 fois vainqueur des 24 heures de Daytona, en 1973, 1975, 1977, 1979 et 1991, ce qui constitue un record pour cette course. Il a aussi gagné les 12 heures de Sebring à deux reprises en 1973 et 1981.

## Résultats aux 24 Heures du Mans
| Année | Voiture                   | Équipe                      | Équipiers                               | Résultat   |
| ----- | ------------------------- | --------------------------- | --------------------------------------- | ---------- |
| 1977  | Porsche 936/77            | Porsche System              | Jürgen Barth / Jacky Ickx               | Vainqueur  |
| 1978  | Porsche 936/77            | Porsche System              | Peter Gregg / Reinhold Joest            | 3e         |
| 1979  | Porsche 936               | Essex Motorsport Porsche    | Bob Wollek                              | Abandon    |
| 1980  | Porsche 935 K3            | Whittington Brothers Racing | Dale Whittington (en) / Don Whittington | Abandon    |
| 1981  | Porsche 936               | Porsche System              | Jochen Mass / Vern Schuppan             | 12e        |
| 1982  | Porsche 956               | Porsche System              | Jürgen Barth / Al Holbert               | 3e         |
| 1983  | Porsche 956               | Rothmans Porsche            | Al Holbert / Vern Schuppan              | Vainqueur  |
| 1985  | Jaguar XJR-5              | Jaguar Group 44             | Jim Adams / Brian Redman                | Abandon    |
| 1986  | Jaguar XJR-6              | Silk Cut Jaguar/TWR         | Gianfranco Brancatelli / Win Percy      | Abandon    |
| 1987  | Porsche 962 C             | Joest Racing                | Stanley Dickens / Frank Jelinski        | Abandon    |
| 1990  | Porsche 962 C             | Team Schuppan               | Rickard Rydell / Wayne Taylor           | 12e        |
| 1991  | Porsche 962 C             | Team Schuppan               | Wayne Taylor / James Weaver             | Non classé |
| 1993  | Porsche 911 Turbo S LM    | Porsche Le Mans Team        | Walter Röhrl / Hans-Joachim Stuck       | Abandon    |
| 1994  | Porsche Dauer 962 Le Mans | Porsche Le Mans Team        | Mauro Baldi / Yannick Dalmas            | Vainqueur  |